# أوستر أوتوكار
أوستر أوتوكار (بالإنجليزية: Auster Autocar) طائرة خفيفة بريطانية بمحرك واحد من صنع شركة أوستر للطائرات، حلقت لأول مرة عام 1949 لتدخل مرحلة الإنتاج عام 1950، صنع منها ما يقارب 180 نموذج.